# Diana Sacayán

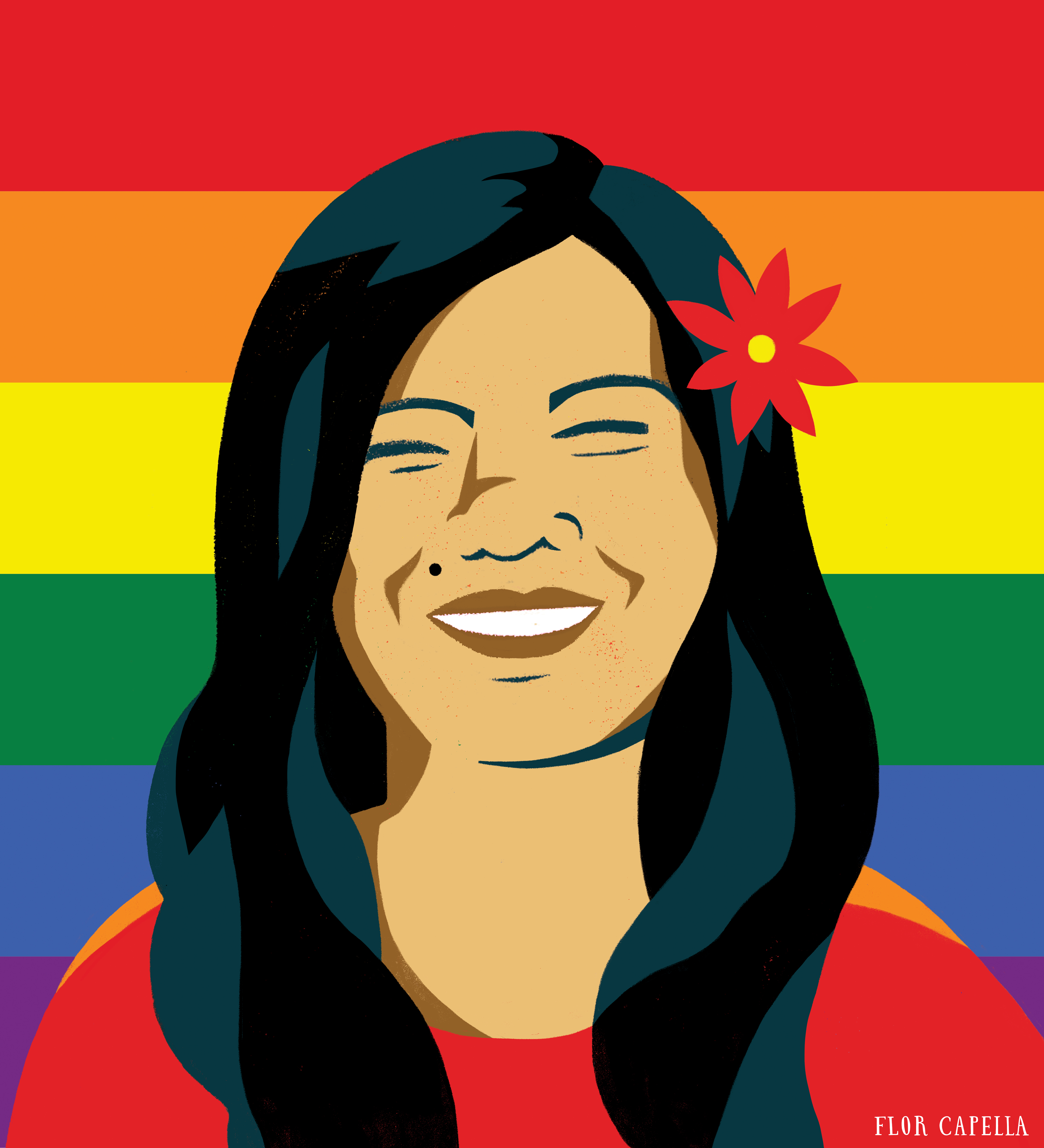
Porträt von Diana Sacayán

Diana Sacayán (* 31. Dezember 1975; † 11. Oktober 2015 in Buenos Aires) war eine argentinische LGBT-Aktivistin. Sie engagierte sich für Rechtsansprüche und Menschenrechte von Transpersonen in Argentinien.

## Leben
Amancay Diana Sacayán wurde am 31. Dezember 1975 in Tucumán geboren. Ihre Vorfahren waren Diaguita. Sie war eines von 16 Geschwistern in einer sehr armen Familie. In ihrer frühen Kindheit zog ihre Familie in die Stadt Gregorio de Laferrere in der Provinz Buenos Aires.
Diana Sacayán outete sich mit 17 Jahren als Transfrau. Bis 2011 war sie ein Mitglied der Kommunistischen Partei, wobei sie zu diesem Zeitpunkt die Nichtregierungsorganisation Movimento Antidiscriminatorio de Liberación (MAL) gründete. Diese Organisation setzte sich für Menschenrechte und insbesondere gegen die Diskriminierung von LGBTI-Personen ein. Als Präsidentin der MAL engagierte sie sich dafür, dass die Gesundheitsinstitutionen des Partido La Matanza diskriminierungsfreie Räume würden, und für die Rechte von Transpersonen im argentinischen Gesundheitssystem. Sie schrieb auf dem Blog der MAL. Ihr Aktivismus trug zur staatlichen und rechtlichen Anerkennung von Transidentitäten bei.
Sacayán war ein Mitglied des Vorstandes der International Lesbian, Gay, Bisexual, Trans and Intersex Association.
Im Jahr 2012 übergab die damalige argentinische Präsidentin Cristina Fernández de Kirchner Sacayán ihren Personalausweis als Frau.
Sacayán wurde im Oktober 2015 in ihrem Apartment in Buenos Aires brutal ermordet. Einer der beiden Täter wurde zu lebenslanger Haft verurteilt; der andere Täter wurde nicht identifiziert.

## Veröffentlichungen
- La gesta del nombre propio. 2006. ISBN 978-987-1231-11-9.
- Cumbia, copeteo y lágrimas. 2008. ISBN 978-987-1231-79-9.